# Lasippa camboja
Lasippa camboja är en fjärilsart som beskrevs av Moore 1879. Lasippa camboja ingår i släktet Lasippa och familjen praktfjärilar. Inga underarter finns listade i Catalogue of Life.